# Rajendra Pachauri
Rajendra Kumar Pachauri (Nainital, 20 agosto 1940 – Nuova Delhi, 13 febbraio 2020) è stato un economista e ingegnere indiano.

## Biografia
Pachauri studiò al La Martiniere College a Lucknow ed all'Istituto d'Ingegneria meccanica ed elettrica delle Ferrovie indiane a Jamalpur. Egli apparteneva alla Special Class Railway Apprentice del 1958, un ruolo di élite che annunciava l'inizio della formazione in ingegneria meccanica in India.
Egli iniziò la sua carriera con le Ferrovie indiane presso l'Officina delle Locomotive Diesel a Varanasi. S'iscrisse poi alla Università statale della Carolina del Nord a Raleigh, negli Stati Uniti d'America, ove ottenne il MS in Ingegneria Industriale nel 1972 e il PhD in Ingegneria industriale ed Economia nel 1974. La sua tesi di dottorato era intitolata: Un modello dinamico per le previsioni della domanda di energia in una regione specifica nella Carolina del Nord e nella Carolina del Sud . Egli viveva a Golf Links, presso Nuova Delhi.
 Vegetariano, sosteneva tale regime dietetico perché affermava che esso aiuti a ridurre i cambiamenti climatici.
Egli prestò servizio come Professore assistente (dall'agosto 1974 al maggio 1975) e Membro ospite della Facoltà (nelle estati del 1976 e del 1977) presso il Dipartimento di Economia ed Economia aziendale della Carolina del Nord. Fu poi Professore ospite di Risorse Economiche presso il College delle Risorse Minerali ed Energetiche nell'Università della Virginia Occidentale. Al suo ritorno in India egli entrò nello Staff Amministrativo del College dell'India ad Hyderabad, come membro anziano della facoltà (giugno 1975 – giugno 1979), divenendo Direttore della Divisione Consulenza e Ricerca Applicata (luglio 1979 – marzo 1981). Divenne quindi Direttore del TERI (The Energy and Resources Institute) nel 1982 mantenendo la carica fino ai primi mesi del 2015. Fu anche membro ospite anziano presso il Resource Systems Institute (1982), e membro ospite ricercatore presso la Banca Mondiale a Washington (1990).

Il 20 aprile 2002, Pachauri fu eletto Presidente del Intergovernmental Panel on Climate Change (IPCC), un'istituzione delle Nazioni Unite presso la World Meteorological Organization (WMO) e il United Nations Environment Programme (UNEP), avente lo scopo di valutare le informazioni rilevanti per la comprensione dei cambiamenti del clima, rimanendo in carica fino al febbraio del 2015. Pachauri fece parte del Consiglio dei Governatori nella Fondazione Shriram per la Ricerca Industriale e Scientifica (settembre 1987) e del Comitato Esecutivo dell'India International Centre, New Delhi (dal 1985); del Consiglio direttivo dell'India Habitat Centre, New Delhi (dall'ottobre 1987). Fu inoltre membro dello Staff Amministrativo del Collegio dell'India (1979–81) ed è consulente di società quali Pegasus Capital Advisors, Chicago Climate Exchange, Toyota, Deutsche Bank e NTPC. È stato membro di molte società e commissioni, del Consiglio della Società Internazionale per l'Energia Solare (1991–1997), membro del World Resources Institute Council (1992), Presidente del World Energy Council (1993–1995), Presidente della International Association for Energy Economics (1988–1990) e Presidente dell'Asian Energy Institute (dal 1992).

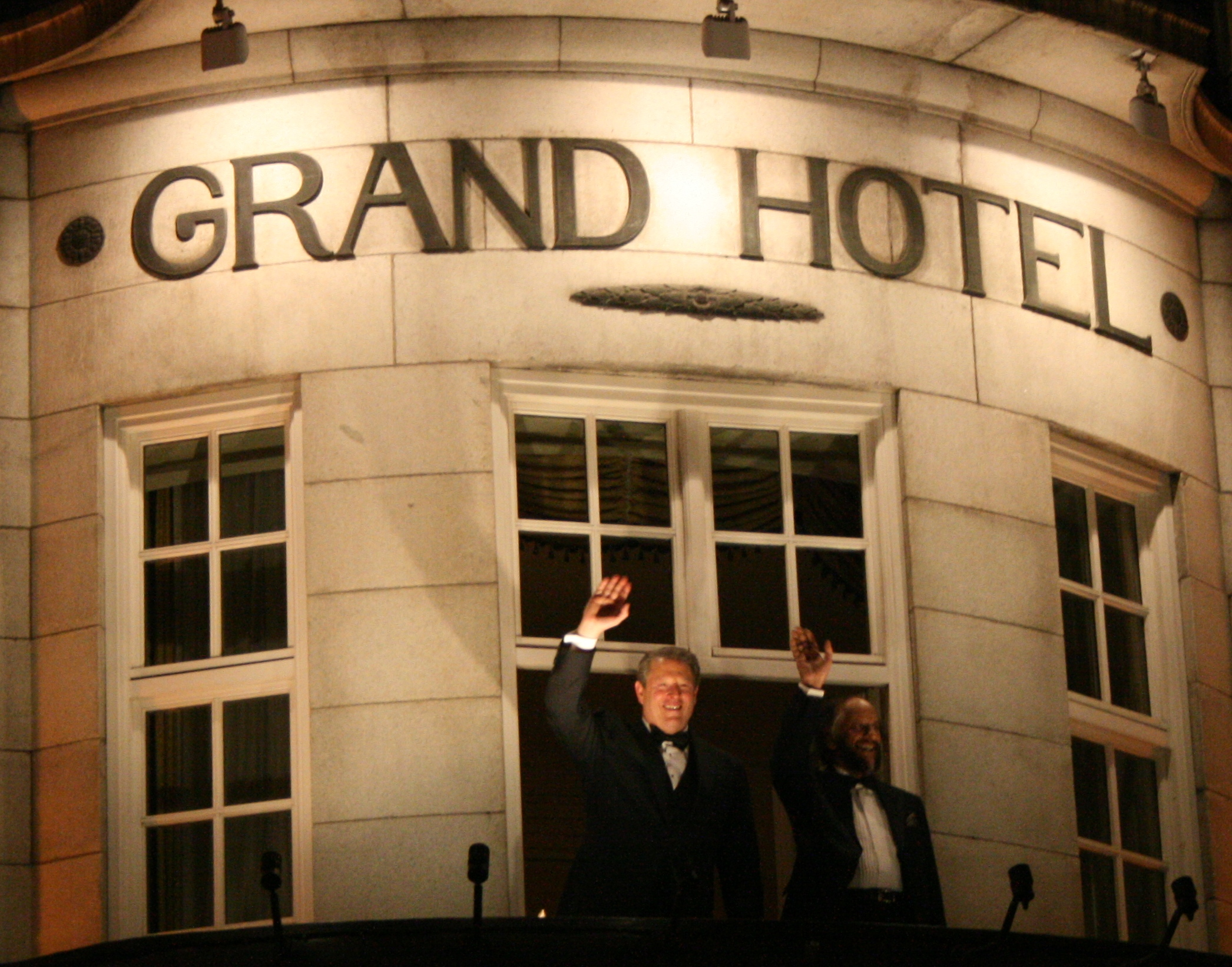
Pachauri e Al Gore affacciati a un balcone del Grand Hotel di Oslo.

È stato consulente part-time dell'United Nations Development Programme (1994—1999) nei campi dell'Energetica e della Gestione Sostenibile delle Risorse Naturali. Nel luglio del 2001, il Dr R K Pachauri fu Membro incaricato del Consiglio di Consulenza del Primo Ministro dell'India. Durante la sua Presidenza l'IPCC ricevette, insieme all'ex Vice Presidente degli Stati Uniti d'America Al Gore, che lo aveva criticato quando fu eletto nel 2002, il Premio Nobel per la pace. Rajendra K. Pachauri è anche membro del Comitato d'onore della Fondazione Chirac. Pachauri ha anche concettualizzato e lanciato nel 2005 l'iniziativa di Illuminare un Miliardo di vite per portare l'energia elettrica nelle aree rurali dell'India ricorrendo all'energia solare. L'iniziativa ha portato l'energia elettrica con  pannelli solari in località remote come il Sundarbans, il Bengala occidentale e il Deserto di Thar. Rajendra Pachauri è mancato a Nuova Delhi il 13 febbraio 2020 a causa di disturbi al cuore.

## Altri interessi

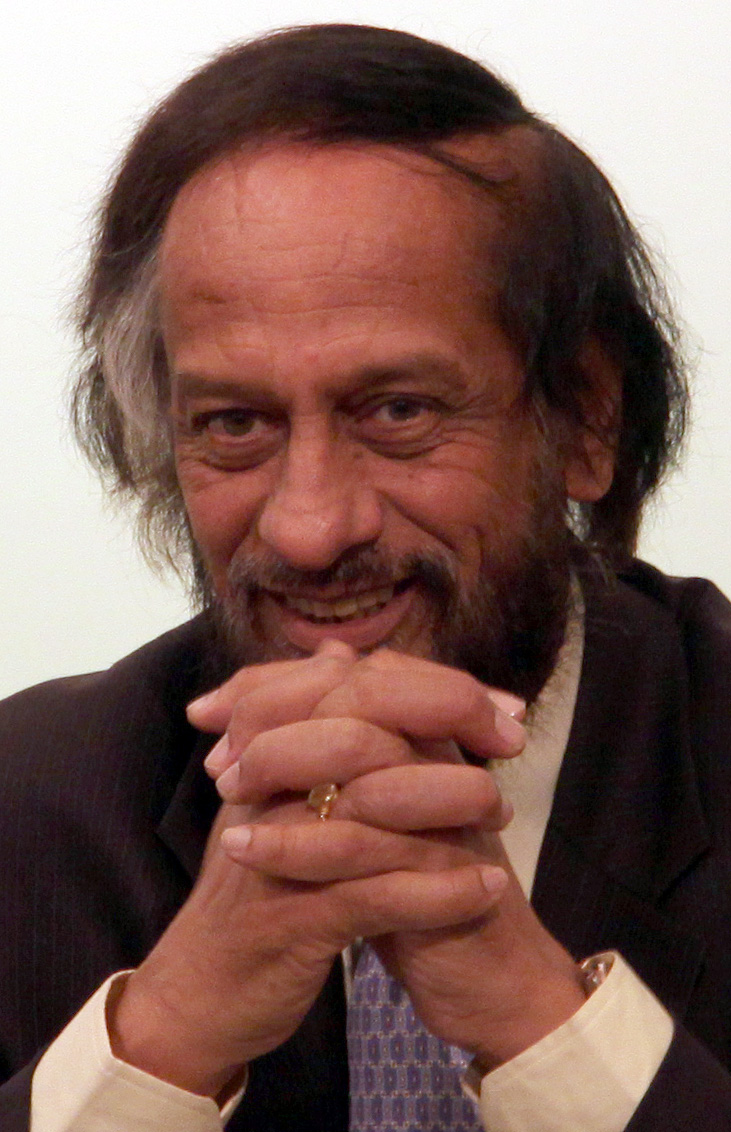
Rajendra Pachauri nel 2009

Oltre alle sue pubblicazioni accademiche, Pachauri scrive anche poesie e romanzi. Egli è autore di Return to Almora, un romanzo rosa pubblicato nel 2010. Il romanzo ha la forma di ricordi di un burocrate in pensione, in passato studente di ingegneria, e riguarda il suo passato spirituale e sessuale. Egli fu coautore di Moods and Musings, una raccolta di poesie, scritta insieme alla figlia Rashmi Pachauri-Rajan.

## Il caso delle molestie sessuali
Rajendra Pachauri ha rassegnato le sue dimissioni da Presidente dell'IPCC il 24 febbraio 2015 a causa di uno scandalo a sfondo sessuale che lo ha visto personalmente e direttamente coinvolto a Nuova Delhi. Il 18 febbraio 2015, la polizia di Delhi redasse un primo rapporto investigativo che accusava Pachauri di aggressione, molestie sessuali, stalking e intimidazioni. Il 20 febbraio 2015, giornali indiani scrissero di un presunto caso di molestie sessuali ove una ventinovenne analista ricercatrice del The Energy and Resources Institute (acronimo TERI), il centro di ricerca indiano di cui Pachauri era direttore generale, aveva mosso pesanti accuse contro Pachauri. L'Alta Corte di Delhi invitò Pachauri a difendersi dalle accuse di cui alle indagini della polizia.
Pachauri si dimise dalla presidenza dell'IPCC il 24 febbraio 2015, negando le accuse. Il funzionario sudanese Ismail El Gizouli assunse temporaneamente la presidenza dello IPCC fino alla elezione di un nuovo presidente, che ebbe luogo il 6 ottobre 2015, e nella quale fu eletto presidente dell'IPCC il coreano Hoesung Lee. A sua volta il TERI annunciò subito dopo che Pachauri aveva deciso di lasciare il suo incarico presso quest'Istituto. Il 25 febbraio 2015, prima dell'udienza preliminare che riguardava il suo caso, Pachauri fu ricoverato in ospedale. Il 21 marzo l'Alta Corte di Delhi gli concesse la libertà provvisoria su cauzione. Essa ha disposto che il dibattito sul suo caso abbia luogo entro il 17 luglio 2015.
IL 28 maggio 2015 Pachauri fu riconosciuto colpevole di molestie sessuali da un comitato interno di disciplina del TERI. L'accusatrice rassegnò le sue dimissioni dal TERI nel novembre 2015 adducendo ulteriori molestie. Successivamente, un'altra ex impiegata si fece avanti con accuse di molestie, che avrebbero avuto luogo nel 2005. Nel gennaio 2019 ebbe inizio l'istruzione probatoria per l'accusa di molestie sessuali (le altre accuse furono lasciate cadere dal tribunale). In totale nove ex collaboratrici accusarono Pachauri di molestie sessuali dal 2015. Pachauri respinse le accuse e, poiché temeva il danno alla sua reputazione, cercò nel febbraio 2018 di ottenere un provvedimento, che vietasse ai mezzi di comunicazione di massa di pubblicare le accuse delle collaboratrici. La richiesta tuttavia fu respinta dal tribunale di Delhi.

## Premi e riconoscimenti
- Nel gennaio 2001, il governo indiano gli assegnò il premio Padma Bhushan.[6][9]
- Il canale televisivo indiano NDTV nel 2007 lo proclamò "indiano dell'anno".[39]
- La rivista Nature lo dichiarò News maker of the Year 2007. La rivista lo lodò in un articolo come organizzatore:

((EN) Nature names Pachauri Newsmaker of the Year – Tech News – IBNLive, su ibnlive.in.com. URL consultato il 3 febbraio 2012 (archiviato dall'url originale il 7 ottobre 2012).)
- Il 14 luglio 2008, Pachauri ricevette il titolo UNIDO Ambasciatore del benessere.[40]
- Nel gennaio 2008, gli fu riconosciuto il secondo più alto premio in India, il Padma Vibhushan.[41]
- Nel novembre 2009, Pachauri ricevette l'Ordine del Sol Levante – medaglia d'oro e d'argento in riconoscimento del suo contributo nel miglioramento della politica giapponese nei confronti del cambiamento climatico. La decorazione gli fu consegnata dall'Imperatore Akihito.[42]
- Nel novembre 2009, Pachauri fu inserito al quinto posto nella graduatoria dei "Top 100 Global thinkers" (I 100 maggiori pensatori globali) dalla rivista Foreign Policy per "aver posto termine al dibattito sull'importanza dei cambiamenti climatici"[43]
- Nel febbraio 2010, il Presidente della Finlandia gli conferì l'Ordine della Rosa bianca in riconoscimento del suo lavoro nel promuovere la cooperazione internazionale sul cambiamento climatico e lo sviluppo sostenibile.[44]
- Il governo francese lo ha premiato con l'attribuzione di Ufficiale della Legion d'Onore.[45]
- La HEC Paris lo nominò Professore honoris causa nell'ottobre 2009.[46]
- L'Università di Reims Champagne-Ardenne nominò Pachauri Professore honoris causa nel settembre 2012.[47]
- Nel luglio la Fondazione Cassa di Risparmio di Mirandola conferì a Pachauri il premio "Pico della Mirandola".